# Siergiej Babajew
Siergiej Babajew (ros. Сергей Бабаев; ur. 21 lipca 1982) – rosyjski wioślarz.

## Osiągnięcia
- Mistrzostwa Świata Juniorów – Płowdiw 1999 – dwójka ze sternikiem – 3. miejsce[1].
- Mistrzostwa Świata Juniorów – Zagrzeb 2000 – ósemka – 2. miejsce[1].
- Mistrzostwa Europy – Poznań 2007 – dwójka bez sternika – 4. miejsce[1].
- Mistrzostwa Europy – Ateny 2008 – dwójka bez sternika – 5. miejsce[1].
- Mistrzostwa Europy – Brześć 2009 – ósemka – 8. miejsce[1].